# Mesochorus luridipes
Mesochorus luridipes là một loài tò vò trong họ Ichneumonidae.